# NGC 3797
NGC 3797 est une étoile située dans la constellation de la Grande Ourse. L'astronome allemand Wilhelm Tempel a enregistré la position de cette étoile 12 février 1882.
Cette étoile est GPM 175.055466+31.906857. Cette étoile est à 1 047 ± 23 pc (∼3 410 al) de nous.